# Lucille (chanson de Little Richard)
Pour les articles homonymes, voir Lucille.
Singles de Little Richard
The Girl Can't Help It Jenny, Jenny
Pistes de Little Richard
The Girl Can't Help It
Lucille est une chanson de Richard Penniman, mieux connu sous son pseudonyme Little Richard.  Elle paraît en 45 tours en 1957 couplée à Send Me Some Lovin'. 

## Histoire
La chanson est composée par Richard Penniman et Albert Collins. Avec Tutti Frutti et Long Tall Sally, c'est l'un des titres les plus connus de Little Richard.

## Réception
La chanson se classe en 21e position aux États-Unis (Billboard Top 100 du 23 mars 1957) et 10e dans le classement britannique (4 juillet 1957).

## Reprises et adaptations
Lucille a été reprise sur scène et sur disque par de nombreux artistes.  
Pistes inédites de Live at the BBC
Memphis, Tennessee Sweet Little Sixteen

### The Beatles
Les Beatles l'ont enregistrée à deux reprises dans les studios de la BBC. La première fois, le 3 septembre 1963, au Aeolian Hall de Londres pour le 14e épisode de leur émission de radio Pop Go the Beatles (en) diffusée le 17 du même mois. La seconde prestation est enregistrée au Playhouse Theatre le 7 septembre, pour l'émission Saturday Club (en) diffusée le 5 octobre suivant. On retrouve aujourd'hui ces deux enregistrements sur leurs disques posthumes On Air - Live at the BBC Volume 2, publié en 2013, et Live at the BBC, en 1994, respectivement .
Elle est aussi enregistrée en répétition les 3 et 7 janvier 1969, lors des séances « Get Back » mais ces prestations n'ont jamais été publiées officiellement.
En 1974, John Lennon et Paul McCartney l'ont interprétée lors d'un bœuf qui a été publié sur le bootleg A Toot and a Snore in '74 (en).

#### Personnel (BBC)
- Paul McCartney – chant, basse
- John Lennon –  guitare rythmique
- George Harrison – guitare solo
- Ringo Starr – batterie

### Autres versions
AC/DC, Status Quo, Paul McCartney avec et sans les Wings, The Doors, Sha Na Na, Mud, The Hollies, The Animals, Van Halen, Waylon Jennings, Johnny Winter, The Flying Burrito Brothers, Peter and Gordon, Queen, Deep Purple, The Ian Gillan Band, Sweet, The Everly Brothers, Little Bob, Bill Haley & His Comets, Otis Redding, The Sonics, John Entwistle des Who, Kevin Coyne, The Didjits, et plusieurs autres.

### Adaptation
En 1964, sur l'album Johnny, reviens ! Les Rocks les plus terribles, Johnny Hallyday donne une version française du titre. En 1967, il reprend Lucille en version originale (albums Johnny au Palais des sports, Live Grenoble 1968).

## Postérité
En 1982, Eddy Mitchell dans une chanson au titre éponyme écrite par Michel Jonasz, évoque le standard de Little Richard (album Le Cimetière des éléphants) : 
«  j'me rappel qu'il y avait dans la ville une fille qui s'appelait Lucille, un vieux rock portait son nom [...] Quelquefois j'allais chanter pour du flouze, cette fameuse Lucille ce fameux blues... »
L'auteur-compositeur-interprète Michel Jonasz enregistre sa propre version de cette création originale, en 1983 pour son album Tristesse.